# AfterLife (film, 2003)
Pour les articles homonymes, voir After Life.
Pour plus de détails, voir Fiche technique et Distribution.
AfterLife est un film britannique réalisé par Alison Peebles et écrit par Andrea Gibb sorti en 2003.

## Fiche technique
- Réalisateur : Alison Peebles
- Scénariste : Andrea Gibb
- Décors : Jacqueline Smith
- Costumes : Rhona Russell
- Photographie : Grant Cameron
- Montage : Colin Monie
- Musique : Paddy Cunneen
- Producteur : Catherine Aitken
- Producteur associé : Ros Borland
- Producteurs exécutifs : Steve McIntyre et Agnes Wilkie
- Sociétés de production : Gabriel Films, New Found Films, SMG Productions (executive production) et Scottish Screen
- Pays :  Royaume-Uni
- Langue : anglais
- Genre :Drame
- Durée : 100 minutes
- Date de sortie : 
  -  États-Unis : 13 août 2004

## Distribution
- Lindsay Duncan  : May Brogan
- Kevin McKidd : Kenny Brogan
- Paula Sage : Roberta Brogan
- James Laurenson : Professeur Wilkinshaw
- Shirley Henderson  : Ruby
- Fiona Bell 	: Lucy
- Anthony Strachan : Mike
- Emma D'Inverno : Rosa Mendoza
- Eddie Marsan : Jez Walters
- Isla Blair : Dr Jackson
- Stuart Davids : Big Tony
- Julie Austin : Heather Foghorn
- Martin Carroll : Bingo manager
- Maureen Carr : Cissie
- Molly Innes : Travailleur social

## Récompenses
- BAFTA Scotland en 2004 ,

Meilleure première performance (Best First Time Performance) : Paula Sage.
Meilleur scénario (Best Screenplay) : Andrea Gibb
- Carl Foreman Awards 2005

Scénariste :  Andrea Gibb
- Bratislava International Film Festival, Bowmore Scottish Screen Award,

Meilleure actrice : Lindsay Duncan